# Соглашение о статусе и условиях пребывания Черноморского флота России на территории Украины
«Соглашение о статусе и условиях пребывания Черноморского флота Российской Федерации на территории Украины» было подписано Россией и Украиной 28 мая 1997 года, наряду с соглашениями о параметрах раздела Черноморского флота ВМФ СССР и о связанных взаиморасчётах. Согласно документам между двумя странами был разделён Черноморский флот СССР, его вооружение и базы. Украина согласилась передать РФ большую часть Черноморского флота, оставив себе 18 % кораблей. В 2014 году контроль над севастопольской военной базой позволил России в течение нескольких дней захватить Крым.

## Основные положения
По договорённостям, России на правах 20-летней аренды перешли: главная бухта города — Севастопольская с причалами для стоянки более чем 30 боевых кораблей, бухта Карантинная с базой бригады ракетных катеров Черноморского флота и водолазным полигоном, Казачья бухта, где была размещена бригада морской пехоты, Южная бухта. В Стрелецкой бухте совместно базировались корабли российского и украинского флотов. Россия получила также в аренду основной арсенал боеприпасов, ракетную базу Черноморского флота, десантный полигон и два аэродрома: Гвардейское под Симферополем и Севастополь (Кача). Украина соглашалась на использование Черноморским флотом в Крыму, за пределами Севастополя, российских флотских объектов: 31-го испытательного центра в Феодосии, пунктов ВЧ-связи в Ялте и Судаке и крымского военного санатория.
Согласно договорённостям, Россия могла иметь на Украине не более 25 тысяч человек личного состава, 24 артиллерийских систем калибра более 100 мм, 132 бронемашин, 22 боевых самолётов морской авиации наземного базирования, а численность российских кораблей и судов не должна была превышать 388 единиц. На арендуемых аэродромах в Гвардейском и Севастополе (Каче) можно было размещать 161 летательный аппарат. Российская сторона обязалась не иметь ядерного оружия в составе Черноморского флота РФ на территории Украины.

## Продление
В 2010 году президенты России и Украины подписали Харьковские соглашения, которые подтвердили статус соглашений 1997 года по флоту и продлили их сразу на 25 лет до 2042 года. Совет Федерации России ратифицировал их 28 апреля. Днём ранее, 27 апреля Харьковские соглашения ратифицировала Верховная Рада Украины, однако в ходе заседания между сторонниками и противниками ратификации завязалась потасовка. В центре Киева также прошли акции протеста против ратификации, завершившиеся беспорядками.

## Денонсация
После аннексии Крыма в 2014 году Россия прекратила действие всех соглашений о базировании флота на Украине, включая и соглашение о статусе и условиях его базирования, однако Украина, не признавшая аннексию, не признала и российскую денонсацию договоров по флоту (рассматривая, впрочем, таковые лишь как «доказательную базу» для подтверждения своих прав и требования компенсаций с России; возможность же собственно базирования флота на основе этих соглашений исключена конституционными поправками 2019 года). См. Харьковские соглашения § Денонсация.